# Begampur
Begampur (o Begumpur) è una suddivisione dell'India, classificata come census town, di 9.545 abitanti, situata nel distretto di Hooghly, nello stato federato del Bengala Occidentale. In base al numero di abitanti la città rientra nella classe V (da 5.000 a 9.999 persone).

## Geografia fisica
La città è situata a 22° 44' 30 N e 88° 14' 36 E e ha un'altitudine di 14 m s.l.m..

## Società

### Evoluzione demografica
Al censimento del 2001 la popolazione di Begampur assommava a 9.545 persone, delle quali 4.881 maschi e 4.664 femmine. I bambini di età inferiore o uguale ai sei anni assommavano a 833, dei quali 441 maschi e 392 femmine. Infine, coloro che erano in grado di saper almeno leggere e scrivere erano 7.146, dei quali 3.805 maschi e 3.341 femmine.